# Dominik Furman
Dominik Furman (Szydłowiec, 6 juli 1992) is een Pools voetballer die bij voorkeur als defensieve middenvelder speelt. Hij speelt sinds januari 2014 bij Toulouse. In 2012 debuteerde hij voor het Pools nationaal elftal.

## Clubcarrière
Furman debuteerde voor Legia Warschau tijdens het seizoen 2012/13 in de Ekstraklasa. In zijn eerste seizoen scoorde hij drie doelpunten uit 28 competitieduels. Hij won zowel de beker als de landstitel met de club in 2013. In de eerste seizoenshelft van het seizoen 2013/14 speelde hij 18 competitieduels, waarna hij in januari 2014 voor een transferbedrag van 2,7 miljoen euro werd verkocht aan het Franse Toulouse. Furman tekende een contract tot medio 2018 bij de Zuid-Fransen. Op 11 februari 2014 debuteerde hij voor Toulouse in de Ligue 1 in de thuiswedstrijd tegen SC Bastia.

## Interlandcarrière
Furman debuteerde voor Polen op 14 december 2012 in de vriendschappelijke interland tegen Macedonië, die Polen met 1-4 won in het Turkse Antalya. Hij viel in tijdens de rust voor Daniel Łukasik. Op 2 februari 2013 speelde hij opnieuw mee voor Polen in de oefeninterland tegen Roemenië in het Spaanse Málaga. Hij viel opnieuw in voor diezelfde Łukasik.
| Interlands van Dominik Furman voor Polen | Interlands van Dominik Furman voor Polen | Interlands van Dominik Furman voor Polen | Interlands van Dominik Furman voor Polen | Interlands van Dominik Furman voor Polen | Interlands van Dominik Furman voor Polen | Interlands van Dominik Furman voor Polen |
| №                                        | Datum                                    | Wedstrijd                                | Uitslag                                  | Soort wedstrijd                          | Doelpunten                               | Assists                                  |
| Als speler bij Legia Warschau            | Als speler bij Legia Warschau            | Als speler bij Legia Warschau            | Als speler bij Legia Warschau            | Als speler bij Legia Warschau            | Als speler bij Legia Warschau            | Als speler bij Legia Warschau            |
| ---------------------------------------- | ---------------------------------------- | ---------------------------------------- | ---------------------------------------- | ---------------------------------------- | ---------------------------------------- | ---------------------------------------- |
| 1.                                       | 14 december 2012                         | Macedonië – Polen                        | 1 – 4                                    | Vriendschappelijk                        | 0                                        | 0                                        |
| 2.                                       | 2 februari 2013                          | Polen – Roemenië                         | 4 – 1                                    | Vriendschappelijk                        | 0                                        | 0                                        |
| Als speler bij Wisła Płock               |                                          |                                          |                                          |                                          |                                          |                                          |
| 3.                                       | 16 november 2019                         | Israël – Polen                           | 1 – 2                                    | Kwalificatie EK 2020                     | 0                                        | 0                                        |

## Erelijst
Legia Warschau
- Ekstraklasa

2012/13, 2013/14, 2015/16
- Puchar Polski

2011/12, 2012/13, 2014/15, 2015/16
2 Nicolaisen ·
3 McKenzie ·
4 Cresswell ·
5 Genreau ·
6 Akdağ ·
7 Aboukhlal ·
8 Sierro  ·
9 Magri ·
10 Gboho ·
12 Kamanzi ·
13 King ·
15 Dønnum ·
17 Suazo ·
19 Sidibé ·
20 Schmidt ·
21 Zajc ·
23 Cásseres ·
30 Domínguez ·
50 Restes ·
80 Babicka ·
Coach: Martínez